# Indianapolis 500 2009

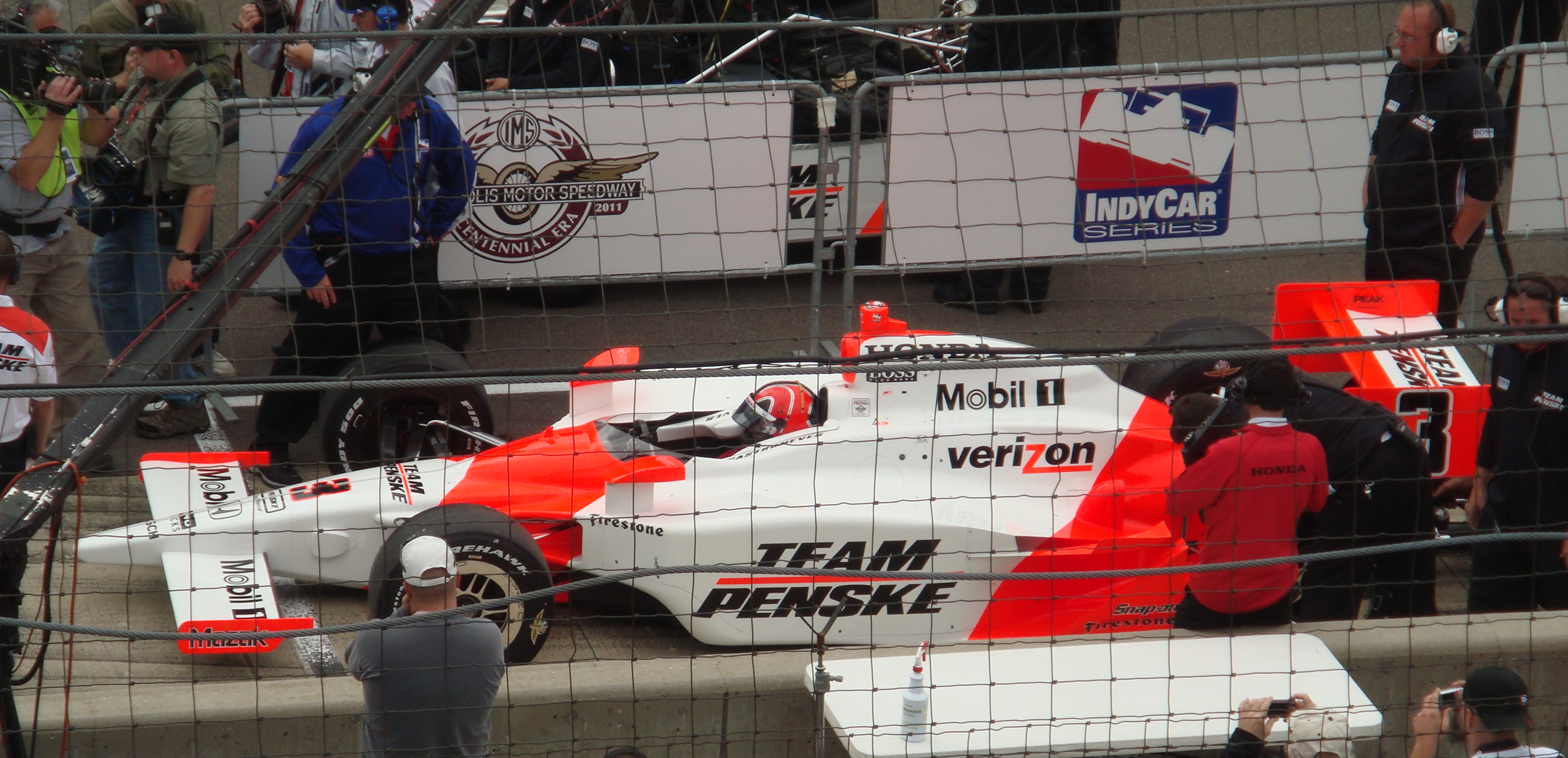
Hélio Castroneves sitter i sin bil innan racet ska börja.

Indianapolis 500 2009 var ett race som kördes över 200 varv (500 miles) på Indianapolis Motor Speedway den 24 maj 2009.

## Summering
| Bedrift          | Förare            | Team                |
| ---------------- | ----------------- | ------------------- |
| Vinnande förare  | Hélio Castroneves | Team Penske         |
| Pole position    | Hélio Castroneves | Team Penske         |
| Årets rookie     | Alex Tagliani     | Conquest Racing     |
| Flest ledda varv | Scott Dixon       | Chip Ganassi Racing |
| Snabbaste varv   | Dario Franchitti  | Chip Ganassi Racing |
| Snabbast Kval 2  | Raphael Matos     | Luczo Dragon Racing |
| Snabbast Kval 3  | Robert Doornbos   | Newman/Haas/Lanigan |

## Fria träningar

### 5 maj(rookieträning)
| Plats | Förare          | Team                 | Fart (mph) |
| ----- | --------------- | -------------------- | ---------- |
| 1     | Paul Tracy      | KV Racing Technology | 223.089    |
| 2     | Scott Sharp     | Panther Racing       | 221.878    |
| 3     | Robert Doornbos | Newman/Haas/Lanigan  | 221.735    |
| 4     | Raphael Matos   | Luczo Dragon Racing  | 218.613    |
| 5     | Alex Tagliani   | Conquest Racing      | 218.333    |

### 6 maj(rookieträning)
| Plats | Förare          | Team                    | Fart (mph) |
| ----- | --------------- | ----------------------- | ---------- |
| 1     | Nelson Philippe | HVM Racing              | 217.688    |
| 2     | Alex Lloyd      | Sam Schmidt Motorsports | 214.514    |
| 3     | Stanton Barrett | Team 3G                 | 211.644    |

### 7 maj
| Plats | Förare            | Team                  | Fart (mph) |
| ----- | ----------------- | --------------------- | ---------- |
| 1     | Marco Andretti    | Andretti Green Racing | 225.478    |
| 2     | Hélio Castroneves | Team Penske           | 225.237    |
| 3     | Ryan Briscoe      | Team Penske           | 224.904    |
| 4     | Scott Dixon       | Chip Ganassi Racing   | 224.448    |
| 5     | Dario Franchitti  | Chip Ganassi Racing   | 224.160    |

### 8 maj
| Plats | Förare            | Team                  | Fart (mph) |
| ----- | ----------------- | --------------------- | ---------- |
| 1     | Ryan Briscoe      | Team Penske           | 225.981    |
| 2     | Hélio Castroneves | Team Penske           | 225.438    |
| 3     | Dario Franchitti  | Chip Ganassi Racing   | 224.984    |
| 4     | Scott Dixon       | Chip Ganassi Racing   | 224.822    |
| 5     | Danica Patrick    | Andretti Green Racing | 224.755    |

## Kvalet
Redan från den första dagen var Team Penskes bägge ordinarie förare Hélio Castroneves och Ryan Briscoe duon att besegra, ett intryck som bara förstärktes sedan Castroneves tagit sin tredje pole position i tävlingen (tidigare 2003 och 2007). Scott Dixon var förhandsfavorit efter att ha vunnit tävlingen 2008 och det senaste racet i IndyCar, men kvalade inte in högre än på femte plats. Den första kvaldagens överraskning var att Graham Rahal tog sig in bland Penske och Ganassiförarna med en fjärdeplats, samt att Mário Moraes kvalade in till tävlingen redan under den första dagen, genom en sjundeplats.
Under det andra kvalpasset var Raphael Matos snabbast, vilket gjorde att han fick en del tips som outsider inför tävlingsdagen. Dan Wheldon tog sig till slut in i startfältet, efter att ha kraschat dagen innan. Att han körde tidigt gjorde dock att han inte kom högre än på 18:e plats totalt. Den andra helgen bokade in de 11 sista platserna på startgriden, och det mest noterbara var att Conquest Racing ersatte Bruno Junqueira med Alex Tagliani, efter att Tagliani blivit utkvalad.

### Startgriden
| Plats | Förare            | Team                     | Fart (mph) |
| ----- | ----------------- | ------------------------ | ---------- |
| 1     | Hélio Castroneves | Team Penske              | 224.862    |
| 2     | Ryan Briscoe      | Team Penske              | 224.083    |
| 3     | Dario Franchitti  | Chip Ganassi Racing      | 224.010    |
| 4     | Graham Rahal      | Newman/Haas/Lanigan      | 223.954    |
| 5     | Scott Dixon       | Chip Ganassi Racing      | 223.867    |
| 6     | Tony Kanaan       | Andretti Green Racing    | 223.612    |
| 7     | Mário Moraes      | KV Racing Technology     | 223.331    |
| 8     | Marco Andretti    | Andretti Green Racing    | 223.113    |
| 9     | Will Power        | Team Penske              | 223.028    |
| 10    | Danica Patrick    | Andretti Green Racing    | 222.882    |
| 11    | Alex Lloyd        | Sam Schmidt Motorsports  | 222.622    |
| 12    | Raphael Matos     | Luczo-Dragon Racing      | 223.429    |
| 13    | Paul Tracy        | KV Racing Technology     | 223.111    |
| 14    | Vitor Meira       | A.J. Foyt Enterprises    | 223.054    |
| 15    | Justin Wilson     | Dale Coyne Racing        | 222.953    |
| 16    | Hideki Mutoh      | Andretti Green Racing    | 222.805    |
| 17    | Ed Carpenter      | Vision Racing            | 222.780    |
| 18    | Dan Wheldon       | Panther Racing           | 222.777    |
| 19    | A.J. Foyt IV      | A.J. Foyt Enterprises    | 222.586    |
| 20    | Scott Sharp       | Panther Racing           | 222.162    |
| 21    | Sarah Fisher      | Sarah Fisher Racing      | 222.082    |
| 22    | Davey Hamilton    | Dreyer & Reinbold Racing | 221.956    |
| 23    | Robert Doornbos   | Newman/Haas/Lanigan      | 221.692    |
| 24    | Townsend Bell     | KV Racing Technology     | 221.195    |
| 25    | Oriol Servià      | Rahal Letterman Racing   | 220.984    |
| 26    | Tomas Scheckter   | Dale Coyne Racing        | 221.496    |
| 27    | Mike Conway       | Dreyer & Reinbold Racing | 221.417    |
| 28    | John Andretti     | Dreyer & Reinbold Racing | 221.316    |
| 29    | Ernesto Viso      | HVM Racing               | 221.164    |
| 30    | Milka Duno        | Dreyer & Reinbold Racing | 221.106    |
| 31    | Nelson Philippe   | HVM Racing               | 220.754    |
| 32    | Ryan Hunter-Reay  | Vision Racing            | 220.597    |
| 33    | Alex Tagliani     | Conquest Racing          | 220.553    |

Följande förare missade att kvala in:
- Bruno Junqueira
- Buddy Lazier
- Stanton Barrett

## Tävlingen
Under tävlingsdagen kom femteplacerade Dixon att snabbt avancera, och låg i tandem med sin stallkamrat Dario Franchitti under loppets första halva. Dixon kom att leda flest varv, men misstag i depån från Ganassi gjorde att varken han eller Franchitti kom att vinna tävlingen, och en obalans i ett däck Briscoe fick på efter ett depåstopp gjorde honom utan chans att ta hand om segern.
Det gjorde att Castroneves kunde återta ledningen, trots en mindre lyckad period av racet, och sedan dra ifrån Dan Wheldon för att ta sin tredje seger i tävlingen, efter två raka 2001 och 2002. Segern var extra emotionell i och med att Castroneves blivit frikänd från skattefiffel bara en dryg månad innan tävlingen. Han trodde att han skulle mötas med burop, men blev istället bejublad av de 300 000 fansen, och Castroneves föll i tårar när han steg ur bilen.
Danica Patrick blev den första kvinnan att ta en pallplats i Indy 500, genom att sluta trea, utan att egentligen ha figurerat i toppen under tävlingen. Castroneves övertog mästerskapsledningen i och med segern, då varken Franchitti, Dixon eller Briscoe blev bland de fem första. Alex Tagliani blev vid 37 års ålder årets rookie genom en elfte plats.  

### Resultat
| Plats | Förare            | Team                      | Grid |
| ----- | ----------------- | ------------------------- | ---- |
| 1     | Hélio Castroneves | Team Penske               | 1    |
| 2     | Dan Wheldon       | Panther Racing            | 18   |
| 3     | Danica Patrick    | Andretti Green Racing     | 10   |
| 4     | Townsend Bell     | KV Racing Technology      | 24   |
| 5     | Will Power        | Team Penske               | 9    |
| 6     | Scott Dixon       | Chip Ganassi Racing       | 5    |
| 7     | Dario Franchitti  | Chip Ganassi Racing       | 3    |
| 8     | Ed Carpenter      | Vision Racing             | 17   |
| 9     | Paul Tracy        | KV Racing Technology      | 13   |
| 10    | Hideki Mutoh      | Andretti Green Racing     | 16   |
| 11    | Alex Tagliani     | Conquest Racing           | 33   |
| 12    | Tomas Scheckter   | Dale Coyne Racing         | 26   |
| 13    | Alex Lloyd        | Sam Schmidt Motorsports   | 11   |
| 14    | Scott Sharp       | Panther Racing            | 20   |
| 15    | Ryan Briscoe      | Team Penske               | 2    |
| 16    | A.J. Foyt IV      | A.J. Foyt Enterprises     | 19   |
| 17    | Sarah Fisher      | Sarah Fisher Racing       | 21   |
| 18    | Mike Conway       | Dreyer & Reinbold Racing  | 27   |
| 19    | John Andretti     | Richard Petty Motorsports | 28   |
| 20    | Milka Duno        | Dreyer & Reinbold Racing  | 30   |
| bröt  | Vitor Meira       | A.J. Foyt Enterprises     | 14   |
| bröt  | Raphael Matos     | Luczo-Dragon Racing       | 12   |
| bröt  | Justin Wilson     | Dale Coyne Racing         | 15   |
| bröt  | Ernesto Viso      | HVM Racing                | 29   |
| bröt  | Nelson Philippe   | HVM Racing                | 31   |
| bröt  | Oriol Servià      | Rahal Letterman Racing    | 25   |
| bröt  | Tony Kanaan       | Andretti Green Racing     | 6    |
| bröt  | Robert Doornbos   | Newman/Haas/Lanigan       | 23   |
| bröt  | Davey Hamilton    | Dreyer & Reinbold Racing  | 22   |
| bröt  | Marco Andretti    | Andretti Green Racing     | 8    |
| bröt  | Graham Rahal      | Newman/Haas/Lanigan       | 4    |
| bröt  | Ryan Hunter-Reay  | Vision Racing             | 32   |
| bröt  | Mário Moraes      | KV Racing Technology      | 7    |